# Olive Thomas
Pour les articles homonymes, voir Thomas (nom de famille).
Olive Thomas, née le 20 octobre 1894 à Charleroi (Pennsylvanie, États-Unis) et morte le 10 septembre 1920 à Neuilly-sur-Seine, est une actrice du cinéma muet américain. Ziegfeld Girl et toute première garçonne, elle est surtout connue pour son mariage avec Jack Pickford et sa mort prématurée.

## Biographie

### Premiers pas
Olive Thomas est née Oliva R. Duffy dans une famille ouvrière de Charleroi, au sud de Pittsburgh. Après la mort prématurée de son père, elle est contrainte de quitter l'école pour aider sa mère et ses deux jeunes frères, James et Williams. En avril 1911, à l'âge de 16 ans, elle épouse Bernard Krugh Thomas à McKees Rocks. Durant les deux ans de son mariage, elle aurait travaillé dans un grand magasin Kaufman de Pittsburgh. Après le divorce, elle s'installe avec un membre de la famille à New York où elle trouve du travail dans un grand magasin d'Harlem.
En 1914, après avoir postulé à une offre publicitaire d'un journal, elle remporte le concours de « La Plus Belle Fille de New York » organisé par le peintre Howard Chandler Christy. Elle pose ensuite pour le dessinateur Harrison Fisher (en) et se retrouve bientôt en couverture du Saturday Evening Post.

### En route pour la gloire

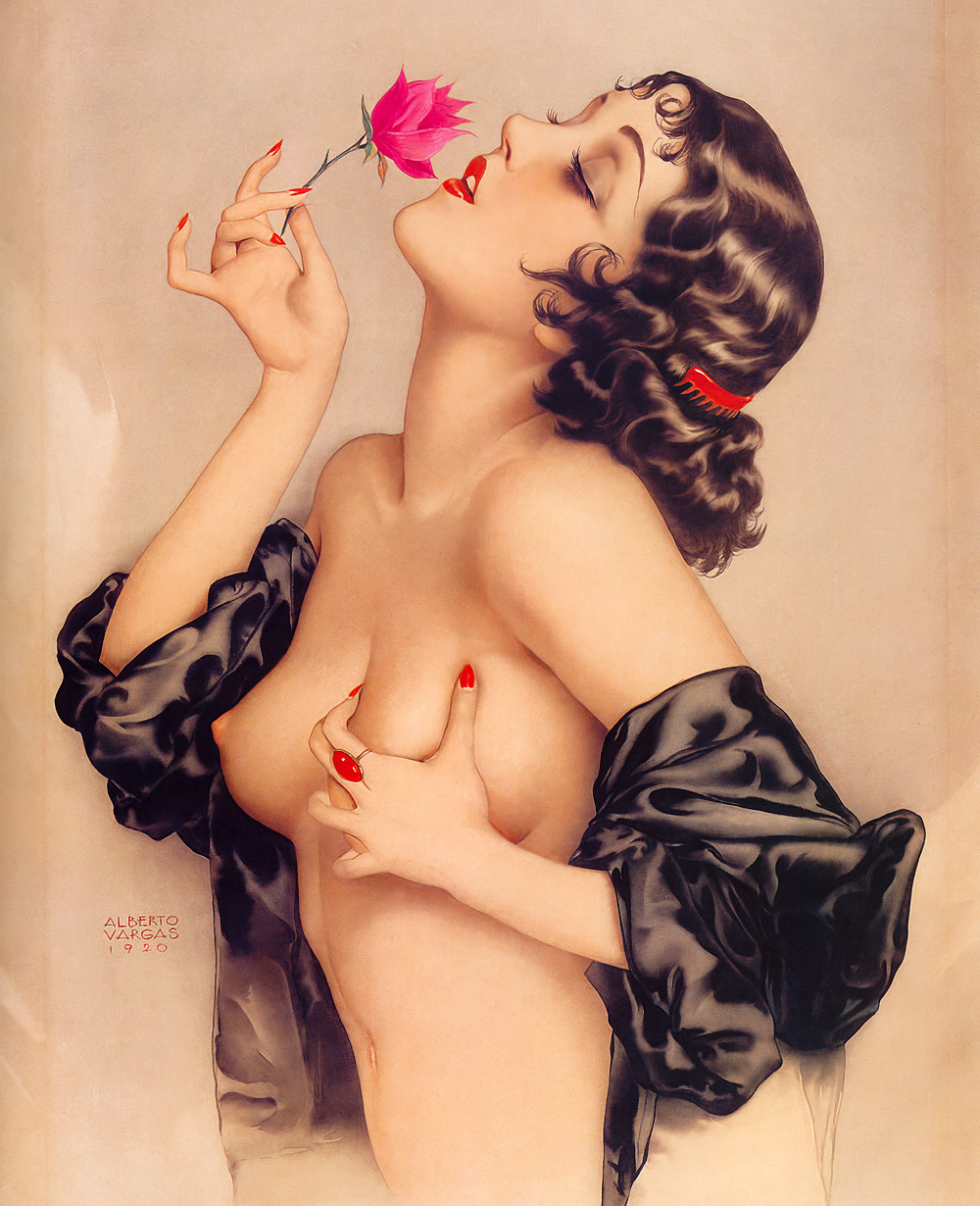
Peinture d'Alberto Vargas représentant Olive Thomas en 1920.

Fisher écrit pour Olive une lettre de recommandation adressée à Florenz Ziegfeld, pour lequel elle deviendra une Ziegfeld Girl au sein de la troupe des Ziegfeld Follies[Quand ?]. Plus tard, l'actrice démentit cette version des faits en racontant qu'elle s'est directement imposée en quête de cet emploi. Elle danse ensuite dans le spectacle plus risqué des Midnight Frolic, qui a lieu aux petites heures de la nuit dans le jardin du toit du New Amsterdam Theatre. Les danseuses y portent des ballons pour tout vêtement, que les hommes du public peuvent faire éclater avec leurs cigares. La réputation qu'y acquiert alors Thomas sera sans doute la raison de son rejet par la famille Pickford.

### Carrière au cinéma
En raison de sa renommée nouvelle, elle signe avec la compagnie International Film pour jouer le premier rôle des films du danseur Harry Fox (en). Elle tourne plus de vingt films à Hollywood pendant les quatre années suivantes. Elle fait ses débuts sous son nom de femme mariée, Olive Thomas, dans le film A Girl Like That (en), à l'époque où elle tourne son dernier court métrage de la série Beatrice Fairfax (en).
En octobre 1916, elle rejoint Triangle Pictures où elle travaille avec Thomas Ince.
Peu après paraît l'annonce de son mariage avec Jack Pickford, qu'elle avait en réalité épousé un an plus tôt. À ce sujet, elle dit « Je ne veux pas que les gens croient que je réussis grâce au nom de Pickford. »
En référence à la compagnie, Olive Thomas est surnommée « The Triangle Star ». Son rôle de Betty dans Madcap Madge lui apporte son plus grand succès, en 1917, trois ans avant qu'on lui propose un nouveau rôle d'adolescente.

En décembre 1918, elle est convaincue par Myron Selznick de signer avec la Selznick Pictures Company. Elle espère obtenir des rôles plus sérieux, en ayant plus d'influence avec son mari employé dans la même compagnie. Elle devient aussitôt la première star Selznick à incarner un personnage de « baby vamp ».

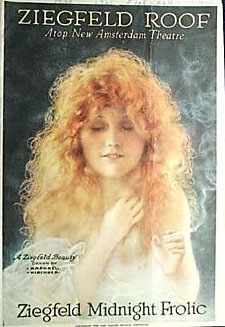
Olive Thomas sur un poster de Midnight Frolic en 1916.

En 1920, Thomas rejoue une adolescente dans La Gamine, écrit par Frances Marion. À une époque où les acteurs sont définis par le type de rôle qu'ils interprètent, Olive a l'impression de n'avoir aucune étiquette. « Mais je veux créer un certain rôle, voyez, Mary est l'enfant dans les films ; Norma fait du drame, Constance est l'épouse désinvolte et frivole ; Dorothy le garçon manqué ; Nazimova est exotique et nimbée de mystère, mon Jack joue les garçons, alors que moi... moi... voyez, je ne suis juste rien du tout ! ». La même année, en posant pour un portrait peint par l'artiste péruvien Alberto Vargas, Memories of Olive, elle devient la première « Vargas Girl »,.
Olive Thomas est la première actrice qualifiée par le terme flapper (garçonne) avant Clara Bow, Louise Brooks, et Joan Crawford. Elle continue d'incarner la garçonne dans ses derniers films, dont A Youthful Folly et son tout dernier, Everybody's Sweetheart. La formule s'avère rentable, puisqu'elle est alors payée 3 000 $ par semaine.

## Vie privée

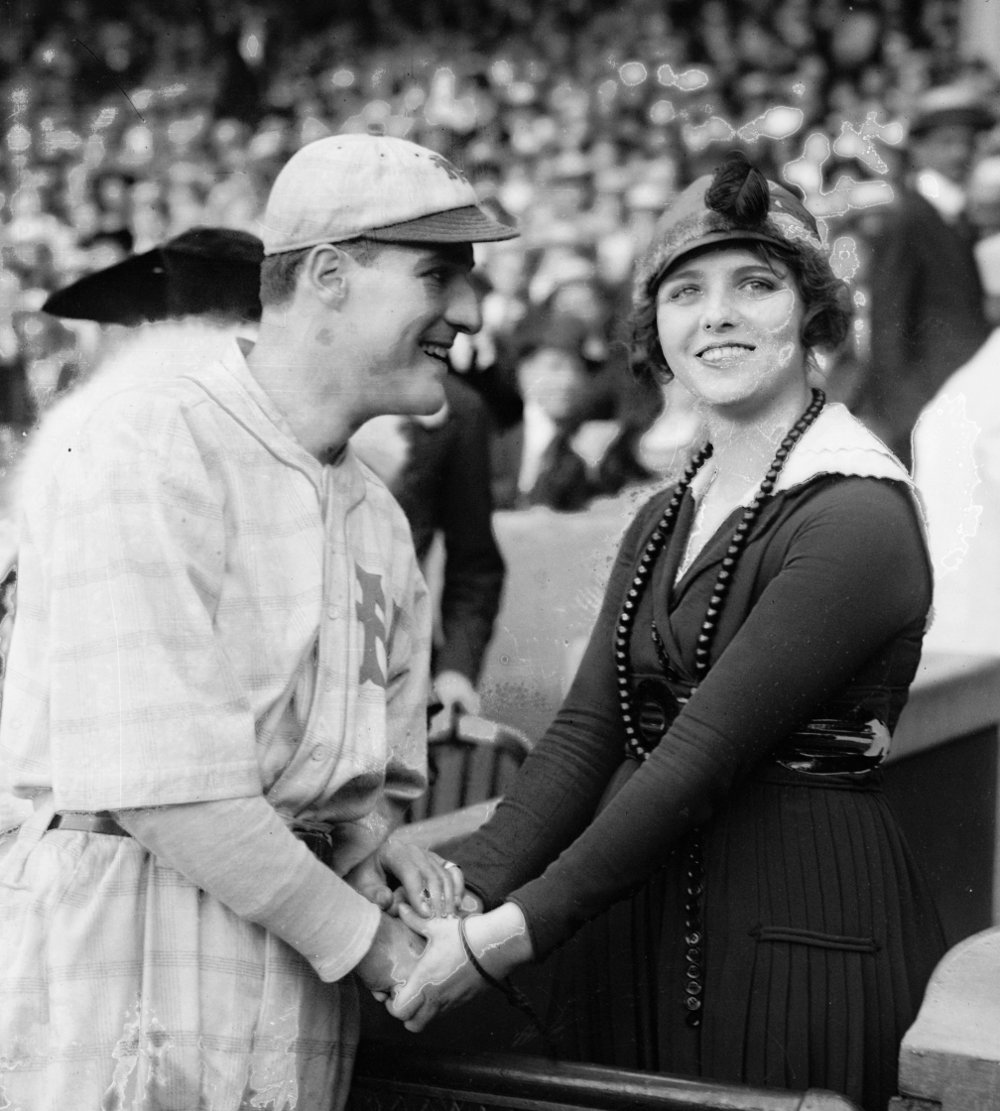
Nigel Barrie et Olive Thomas dans le serial de 1916 Beatrice Fairfax.

Olive rencontre l'acteur Jack Pickford[Quand ?], le frère de la plus puissante star du cinéma muet Mary Pickford, dans un café de plage de la jetée de Santa Monica. Il est connu pour son goût immodéré de la fête et des excès. La scénariste Frances Marion remarque ainsi : « […] Je l'ai souvent croisée à Pickfair, de par sa relation avec le frère de Mary, Jack. Deux gamins d'allure innocente, ils étaient les enfants gâtés les plus sauvages et gais à avoir atteint la gloire à Broadway. Ils étaient tous les deux talentueux, mais ils perdaient plus de temps à jouer à la grande roulette de la vie qu'à se concentrer sur leurs carrières. »
Olive Thomas et Jack Pickford se marient secrètement le 25 octobre 1916 dans le New Jersey, en l'absence de leur famille ; seul l'acteur Thomas Meighan est leur témoin.
Dans un entretien de 1919 avec Louella Parsons, Olive exprime son désir d'enfantement : « Un de ces jours nous aurons une petite famille. J'adore les enfants. Le couple n'eut pas d'enfants mais l'année suivante ils adoptèrent leur neveu de six ans à la mort de sa mère. »

### Mort précoce
Dans un entretien publié en juin 1919, elle évoque ainsi la mort : « Je pense qu'on meurt quand le temps est venu, et pas avant. Je ressens la même intuition pour le reste. Je ne crois pas qu'on puisse changer quoi que ce soit à ce qui va vous arriver, ni à ce qui vous est déjà arrivé. C'est pourquoi je ne m'en fais pas, et c'est pourquoi je pense que les gens ne devraient pas se considérer inutiles ou meilleurs que d'autres. »
Elle meurt accidentellement à  Neuilly-sur-Seine, empoisonnée au bichlorure de mercure, au cours d'un voyage à Paris, le 10 septembre 1920[source insuffisante].

## Filmographie
- 1916
  - Beatrice Fairfax : Rita Malone

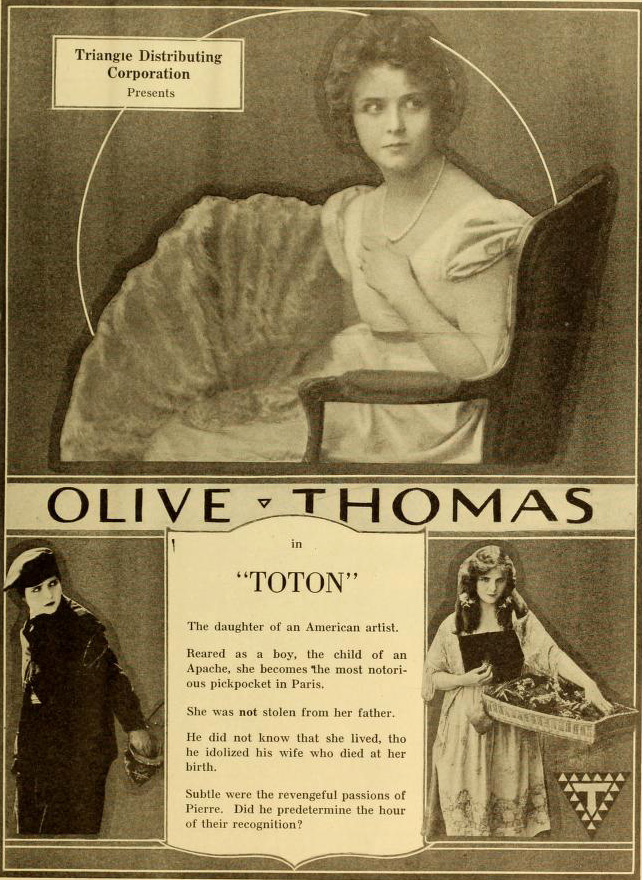
Toton (1919).

  - Beatrice Fairfax Épisode 10 : Playball : Rita Malone

- 1917
  - A Girl Like That de Dell Henderson : Fannie Brooks
  - Madcap Madge de Raymond B. West : Betty
  - An Even Break de Lambert Hillyer : Claire Curtis
  - Broadway Arizona de Lynn Reynolds : Fritzi Carlyle
  - L'Escapade de Corinne (Indiscreet Corinne) de John Francis Dillon : Corinne Chilvers
  - Tom Sawyer de William Desmond Taylor : membre du chœur (non créditée)

- 1918
  - La Revanche de Betty (Betty Takes a Hand) de Jack Dillon : Betty Marshall
  - Limousine Life de John Francis Dillon : Minnie Wills
  - Héritière d'un jour (Heiress for a Day) de John Francis Dillon : Helen Thurston

- 1919
  - Toton (Toton the Apache) de Frank Borzage : Toton/Yvonne
  - The Follies Girl de John Francis Dillon : Doll
  - Upstairs and Down de Charles Giblyn : Alice Chesterton
  - Love's Prisoner de John Francis Dillon : Nancy, puis Lady Cleveland
  - Prudence on Broadway de Frank Borzage : Prudence
  - The Spite Bride de Charles Giblyn : Tessa Doyle
  - The Glorious Lady de George Irving : Ivis Benson
  - Le Phare dans la tempête (Out Yonder) de Ralph Ince : Flotsam
- 1920
  - Footlights and Shadows de John W. Noble : Gloria Dawn
  - Youthful Folly d'Alan Crosland : Nancy Sherwin
  - La Gamine (The Flapper) d'Alan Crosland : Genevieve 'Ginger' King
  - Darling Mine de Laurence Trimble : Kitty McCarthy
  - Everybody's Sweetheart, de Alan Crosland et Laurence Trimble : Mary